# Hrejkovice
Hrejkovice (en allemand : Hrejkowitz) est une commune du district de Písek, dans la région de Bohême-du-Sud, en République tchèque. Sa population s'élevait à 482 habitants en 2020.

## Géographie
Hrejkovice se trouve à 22 km au nord-est de Písek, à 58 km au nord-nord-ouest de Ceské Budejovice et à 68 km au sud de Prague.
La commune est limitée par Kovářov au nord, par Hrazany et Milevsko à l'est, par Zbelítov et Milevsko au sud, par Hrejkovice au sud-ouest, par Kostelec nad Vltavou à l'ouest. Elle est traversée par un ruisseau auquel elle a donné son nom, le Hrejkovický potok.

## Histoire
La première mention écrite du village date de 1216.

## Transports
Par la route, Hrejkovice se trouve à 6 km de Milevsko, à 30,5 km de Písek, à 60,5 km de Ceské Budejovice et à 104 km de Prague.